# Thông mộc lá nhám
Thông mộc lá nhám hay còn gọi là cuồng lá nhám, (danh pháp khoa học: Aralia dasyphylla) là một loài thực vật có hoa trong Họ Cuồng. Loài này được Miq. mô tả khoa học đầu tiên năm 1856.